# Археологический музей Гамбурга
Археологический музей Гамбурга (нем. Archäologisches Museum Hamburg, до 2009 года — Helms-Museum) — археологический музей, расположенный в Гамбурге, Германия. В нём собраны археологические находки, сделанные на территории Гамбурга, а также в районе Харбург в Нижней Саксонии. Основу коллекции составляют находки, относящиеся к доисторическому и средневековому периодам Северной Германии, а также на истории бывшего города Харбург (ныне район в Гамбурге).
В распоряжении музея два крупных выставочных пространства — главное здание, которое музей делит с театром, и второе здание неподалеку, где расположена постоянная археологическая выставка и учебные заведения. Кроме того, музей поддерживает как внешние филиалы выставочную площадь Bischofsturm (Епископскую башню) XII века в старом городе Гамбурга, археологическую тропу Fischbeker Heide в Нойграбен-Фишбек и городище VIII века Холленштедта.

## Собрание
В собрании музея более 2,5 миллионов объектов, в основном локальные находки эпохи палеолита, неолита, бронзового и железного веков, периода миграций и Раннего Средневековья. В 2009 году открылась новая постоянная археологическая выставка, структурированная в следующих предметных областях: материалы, еда, насилие, смерть, инновации и мобильность. В музее более 160 больших стеклянных витрин, в которых представлены различные аспекты культурного развития человечества за последние 40 тысяч лет. Также посетителям предоставляется информация о методах работы сотрудников музея и археологов.
Среди самых знаменитых экспонатов: весло из Дувензе, складной стул из Даензена, хлеб из Овельгённе, лошадиное погребение из Вульфзена, брошь из Тангендорфа и брошь из Машена.